# Сулейка Джавад
Сулейка Джавад (англ. Suleika Jaouad, араб. سليكة جواد) — американська письменниця, правозахисниця і мотиваційна спікерка. Вона є авторкою колонки «Life, Interrupted» в The New York Times, і також писала для журналів Vogue, Glamour, All Things Considered від NPR і Women's Health. Її мемуари 2021 року «Між двома королівствами» стали бестселером New York Times.
Коли у 2011 році у Джавад діагностували рідкісну форму гострого мієлобластного лейкозу, лікарі сказали, що у неї лише 35 % шансів вижити. Вона вижила і багато писала та розповідала про свій медичний досвід. Її колонка «Life, Interrupted», яка отримала премію «Еммі», була частиною блогу Well у New York Times. У грудні 2021 року Джавад оголосила, що її рак повернувся і що вона перенесла другу трансплантацію кісткового мозку.

## Особисте життя
Джавад народилася в Нью-Йорку в родині мусульманина з Тунісу та католички зі Швейцарії. Її батько, Хеді, викладав французьку мову в Скідмор-коледжі в Саратога-Спрінгс, штат Нью-Йорк. Її мати, Анн, художниця. :36–38 Вона відвідувала програму підготовки до коледжу в Джульярдській школі, де вивчала контрабас.
Вона навчалася у Принстонському університеті, де дослідження Близького Сходу були її основною спеціалізацією, а французька мова та гендерні дослідження — додатковими. У 2010 році закінчила університет зі ступенем бакалавра з відзнакою, а в 2020 році здобула ступінь магістра письменництва та літератури в Беннінгтонському коледжі. Джавад подорожує по США, даючи семінари з письменництва та велнес, і виступає в середніх школах, університетах, лікарнях, корпораціях, на зборах коштів і професійних заходах. Джавад з'являлася на телебаченні у передачах Talk of the Nation на каналі NPR, Weekend Today на NBC, CBS News, у виданнях The Paris Review, Los Angeles Times, журналі Darling тощо. Її TED-виступ під назвою «Чого майже смерть навчила мене про життя» був опублікований у червні 2019 року
Джавад перебуває в стосунках з музикантом Джоном Батістом з 2014 року. Джавад і Батіст познайомилися підлітками в музичному таборі. 2022 року пара розповіла в телевізійному інтерв'ю, що одружилася в лютому того ж року. У 2021 році її рак повернувся.
У 2023 році Джавад знялася в документальному фільмі «Американська симфонія» режисера Метью Гайнемана, в якому показано, як вона бореться з поверненням раку, поки її партнер Джон Батіст пише свою першу симфонію.

## Нагороди
| Рік  | Нагорода                                                    | Результат  | Посилання |
| ---- | ----------------------------------------------------------- | ---------- | --------- |
| 2021 | Нагорода Goodreads Choice Award за мемуари та автобіографію | Номіновано | [ 16 ]    |
| 2021 | Booklist Editors' Choice: Книги для дорослих                | Вибір      | [ 17 ]    |
| 2021 | Найкращі мемуари 2021 року за версією Booklist              | Топ 10     | [ 18 ]    |